# 1940 год в спорте
Список 1940 год в спорте описывает спортивные события, произошедшие в 1940 году.

## СССР
- Чемпионат СССР по боксу 1940
- Чемпионат СССР по классической борьбе 1940
- Чемпионат СССР по самбо 1940
- Чемпионат СССР по шахматам 1940
- Чемпионат СССР по баскетболу среди женщин 1940
- Чемпионат СССР по баскетболу среди мужчин 1940
- Чемпионат СССР по волейболу среди женщин 1940
- Чемпионат СССР по волейболу среди мужчин 1940

### Футбол
- Чемпионат СССР по футболу 1940;
- Созданы футбольные клубы:
  - «Динамо» (Алма-Ата);
  - «Динамо» (Душанбе);
  - «Динамо» (Львов);
  - «Динамо» (Рига);
  - «Динамо» (Таллин);
  - «Динамо» (Ташкент);
  - «Динамо» (Черновцы);
  - «Локомотив» (Бельцы);
  - «Спартак» (Ивано-Франковск);
  - «Спартак» (Львов).

## Международные события
- Чемпионат мира по хоккею с шайбой 1940. Отменён.
- Зимние Олимпийские игры 1940. Отменены.
- Летние Олимпийские игры 1940. Отменены.

## Персоналии

### Родились
- 1 сентября — Станислав Иванович Степашкин, советский боксёр, олимпийский чемпион 1964 года († 2013).